# الانتخابات البرلمانية العراقية 1980
أجريت الانتخابات البرلمانية في العراق في 20 يونيو 1980، وهي الأولى منذ عام 1958. خاض الانتخابات حوالى 860 مرشحا، وحصل حزب البعث على 187 مقعدا من بين 250 مقعدا. وبلغت نسبة مشاركة الناخبين 80 في المائة تقريبا.

## النتائج
| الحزب                   | الحزب                               | الأصوات | % | المقاعد |
| ----------------------- | ----------------------------------- | ------- | - | ------- |
|                         | حزب البعث العربي الاشتراكي (العراق) |         |   | 187     |
|                         | المستقلون وأحزاب الكتلة             |         |   | 63      |
| الأصوات الباطلة/الفارغة | الأصوات الباطلة/الفارغة             |         | – | –       |
| المجموع                 | المجموع                             |         |   | 250     |
| مصدر: Nohlen et al.     |                                     |         |   |         |